# 正兴街
正兴街是中华人民共和国河南省郑州市一条东西走向的道路，东起二七广场，西至二马路与中原东路相接，全长约500米，为郑州市中心的一条交通要道。

## 历史
正兴街的形成可追溯至清末时期。当时此地势较为低洼，常年积水，后用土填平后，因距郑州火车站和十字街心（现二七广场）距离较近，一些小商贩开始在此摆摊，因位于老城西侧，故被称作“小西市”。中华民国时期，随着芦汉铁路与汴洛铁路于郑州交汇，火车站一带成为棉花、盐等主要商品的集散地。1917年开始，二马路两侧聚集了一二十家大小棉花行、货栈、转运公司、旅店等，客商络绎不绝。因场地不足，一些棉商开始由二马路向东，在“小西市”一带开设花行、交易市场、旅店、饭馆等，使此处开始热闹起来，形成街道，被称作正兴街。
正兴街名称的来历有两种说法，一说是因这里店铺林立，生意兴隆，故名正兴街。还有一种说法是，民国年间，开封人赵魁源来此地开设一间饭馆。因初来乍到，正在兴业，故起名为“正兴饭店”。随着正兴饭店生意日渐兴隆，外地客商都愿意来此就餐，时间久了，客商们就将这条街叫做正兴街。后来，棉花业日渐衰落，新兴的盐号、银行、洋货行等又纷纷在正兴街开业，使正兴街成为郑州有名的商业街。1931年11月，郑州城工局绘制的《郑州市街全图》上已对正兴街有了记载。
20世纪70年代，正兴街进行改建，西段修建了下穿铁路的中原路立交桥，并与中原东路连通。

## 主要交汇道路
由东向西排列，粗体字为主干道：
- 二七路、人民路、西大街
- 解放路
- 兴盛路
- 福寿街

## 沿路主要建筑和地点
- 二七广场
- 二七纪念塔
- 郑州华联商厦

## 公共交通
| 郑州地铁 - 1号线、 3号线：二七广场 郑州公交 \| 二七广场正兴街 \| 二七广场正兴街 \| 二七广场正兴街 \| 二七广场正兴街 \| 二七广场正兴街 \| \| 编号 \| 路线 \| 路线 \| 路线 \| 备注 \| \| -------------- \| ---------------------- \| ---------------------- \| ---------------------- \| ---------------------- \| \| G2 \| 索凌路公交站 \| ⇆ \| 郑汴路中州大道 \| \| \| 6 \| 东赵公交站 \| ⇆ \| 火车站北港湾 \| \| \| G9 \| 花园口村公交站 \| ⇆ \| 航海路秦岭路 \| \| \| 26 \| 已于2023年9月19日停办 \| 已于2023年9月19日停办 \| 已于2023年9月19日停办 \| 已于2023年9月19日停办 \| \| 28 \| 省体育中心 \| ⇆ \| 紫荆山金水路西 \| \| \| 32 \| 已于2023年10月26日停办 \| 已于2023年10月26日停办 \| 已于2023年10月26日停办 \| 已于2023年10月26日停办 \| \| 34 \| 通达路西四环 \| ⇆ \| 火车站北港湾 \| \| \| 35 \| 已于2023年11月2日停办 \| 已于2023年11月2日停办 \| 已于2023年11月2日停办 \| 已于2023年11月2日停办 \| \| 40 \| 金沙江路公交站 \| ⇆ \| 经一路红旗路 \| \| \| G52 \| 东风南路商都路 \| ⇆ \| 长江西路西三环 \| \| \| 60 \| 赵坡新村 \| ⇆ \| 郑州东站 \| \| \| 109 \| 已于2023年9月16日停办 \| 已于2023年9月16日停办 \| 已于2023年9月16日停办 \| 已于2023年9月16日停办 \| \| G900 \| 陇海路洛达庙 \| ⇆ \| 经三路广电南路 \| 原K9路 \| \| 903 \| 航海路秦岭路 \| ⇆ \| 农业路中州大道 \| \| \| 906 \| 佛岗村公交站 \| ⇆ \| 郑州海洋馆 \| \| \| 966 \| 已于2023年10月27日停办 \| 已于2023年10月27日停办 \| 已于2023年10月27日停办 \| 已于2023年10月27日停办 \| \| S218 \| 金祥路公交站 \| ⇆ \| 东四环郑尚线 \| 原游51路 \| \| Y1 \| 民航花园公交站 \| ⇆ \| 火车站北港湾 \| 夜间服务 \| \| Y5 \| 郑州东站 \| ⇆ \| 火车站北港湾 \| 夜间服务 \| \| Y6 \| 东赵公交站 \| ⇆ \| 火车站北港湾 \| 夜间服务 \| \| Y10 \| 北三环中州大道 \| ⇆ \| 火车站北港湾 \| 夜间服务 \| \| Y11 \| 花园口村公交站 \| ⇆ \| 火车站北港湾 \| 夜间服务 \| \| Y12 \| 经开第八大街公交站 \| ⇆ \| 火车站北港湾 \| 夜间服务 \| |                        |                        |                        |                        |
| 二七广场正兴街 |                        |                        |                        |                        |
| 编号 | 路线                   | 路线                   | 路线                   | 备注                   |
| G2 | 索凌路公交站           | ⇆                      | 郑汴路中州大道         |                        |
| 6 | 东赵公交站             | ⇆                      | 火车站北港湾           |                        |
| G9 | 花园口村公交站         | ⇆                      | 航海路秦岭路           |                        |
| 26 | 已于2023年9月19日停办  | 已于2023年9月19日停办  | 已于2023年9月19日停办  | 已于2023年9月19日停办  |
| 28 | 省体育中心             | ⇆                      | 紫荆山金水路西         |                        |
| 32 | 已于2023年10月26日停办 | 已于2023年10月26日停办 | 已于2023年10月26日停办 | 已于2023年10月26日停办 |
| 34 | 通达路西四环           | ⇆                      | 火车站北港湾           |                        |
| 35 | 已于2023年11月2日停办  | 已于2023年11月2日停办  | 已于2023年11月2日停办  | 已于2023年11月2日停办  |
| 40 | 金沙江路公交站         | ⇆                      | 经一路红旗路           |                        |
| G52 | 东风南路商都路         | ⇆                      | 长江西路西三环         |                        |
| 60 | 赵坡新村               | ⇆                      | 郑州东站               |                        |
| 109 | 已于2023年9月16日停办  | 已于2023年9月16日停办  | 已于2023年9月16日停办  | 已于2023年9月16日停办  |
| G900 | 陇海路洛达庙           | ⇆                      | 经三路广电南路         | 原K9路                 |
| 903 | 航海路秦岭路           | ⇆                      | 农业路中州大道         |                        |
| 906 | 佛岗村公交站           | ⇆                      | 郑州海洋馆             |                        |
| 966 | 已于2023年10月27日停办 | 已于2023年10月27日停办 | 已于2023年10月27日停办 | 已于2023年10月27日停办 |
| S218 | 金祥路公交站           | ⇆                      | 东四环郑尚线           | 原游51路               |
| Y1 | 民航花园公交站         | ⇆                      | 火车站北港湾           | 夜间服务               |
| Y5 | 郑州东站               | ⇆                      | 火车站北港湾           | 夜间服务               |
| Y6 | 东赵公交站             | ⇆                      | 火车站北港湾           | 夜间服务               |
| Y10 | 北三环中州大道         | ⇆                      | 火车站北港湾           | 夜间服务               |
| Y11 | 花园口村公交站         | ⇆                      | 火车站北港湾           | 夜间服务               |
| Y12 | 经开第八大街公交站     | ⇆                      | 火车站北港湾           | 夜间服务               |